# Kalsdorf bei Ilz
Kalsdorf bei Ilz ist eine Ortschaft auf dem Gebiet der gleichnamigen Katastralgemeinde in der Gemeinde Ilz in der Oststeiermark (Österreich).

## Geographie
Kalsdorf befindet sich etwa 2,5 km nordöstlich des Ortszentrums von Ilz im oststeirischen Hügelland. Benachbarte Siedlungen sind im Südwesten Neudorf bei Ilz, im Osten Riegersdorf. Das Dorf befindet sich im Flussgebiet der Feistritz, die östlich des Orts nach Südosten fließt. Kalsdorf ist etwa 1,5 km von der Südautobahn A 2 entfernt, wo der Knoten Riegersdorf mit der Fürstenfelder Schnellstraße S 7 liegt.
Mit 1. Jänner 1968 wurden die Gemeinden Buchberg bei Ilz, Ilz, Kalsdorf bei Ilz, Kleegraben,
Mutzenfeld, Neudorf bei Ilz und Reigersberg zur Gemeinde Ilz zusammengelegt.

## Kultur und Sehenswürdigkeiten
Das Schloss Kalsdorf hat einen Arkadenhof. Der älteste erhaltene Trakt wurde 1537 erbaut. Ursprünge einer Wehrburg werden auf das Jahr 1160 datiert.

## Persönlichkeiten
- Adam von Herberstorff (1585–1629), Reichsgraf, bayrischer Statthalter von Oberösterreich, geboren in Schloss Kalsdorf
- Georg Lembucher († 1446), Bischof von Seckau, geboren in Kalsdorf
- Hartmut Skerbisch (1945–2009), österreichischer Künstler, lebte zuletzt im Schloss Kalsdorf